# Firema
Titagarh Firema s.p.a., meist nur als Firema bezeichnet, ist ein italienischer Schienenfahrzeughersteller mit Sitz in Caserta.

## Geschichte
1993 entstand aus einem Zusammenschluss von acht Schienenfahrzeughersteller das Unternehmen Firema Trasporti. Im Zusammenschluss waren die folgenden Unternehmen vertreten, die teilweise seit den 1980er-Jahren in einem Konsortium mit dem Namen Fr.Re.Ma zusammenarbeiteten:
- Ercole Marelli
- Officina Meccanica della Stanga
- Casaralta
- Officine di Cittadella
- Retam Service
- Metalmeccanica Lucana
- Officine Casertane
- Officine Fiore

Im Jahre 2010 wurde das Unternehmen unter Sonderverwaltung durch die italienische Konkursbehörde gestellt und 2015 vom indischen Wagenbauer Titagarh übernommen, wobei Adler Plastic aus Neapel eine 10 %-Minderheitsbeteiligung hielt. Das Unternehmen firmierte nach der Übernahme als Titagarh Firema Adler, bis 2018 Adler Plastic seine Beteiligung an Titagarh verkaufte und daraus Titagarh Firema entstand.

## Produkte
Titagarh Firema ist im gesamten Bereich der Schienenfahrzeuge tätig. Schwerpunkte sind Triebwagen, Hochgeschwindigkeitszüge und U-Bahn-Wagen.
Seit 2024 fertigt Titagarh Firema 38 Elektrotriebzüge für die Region Latium.